# Дир Трејл (Колорадо)
Дир Трејл (енгл. Deer Trail) град је у америчкој савезној држави Колорадо.

## Демографија
По попису из 2010. године број становника је 546, што је 52 (-8,7%) становника мање него 2000. године.
| Група             | 2000.       | 2010.       |
| Белци             | 568 (95,0%) | 514 (94,1%) |
| Афроамериканци    | 2 (0,3%)    | 5 (0,9%)    |
| Азијати           | 5 (0,8%)    | 7 (1,3%)    |
| Хиспаноамериканци | 15 (2,5%)   | 10 (1,8%)   |
| Укупно            | 598         | 546         |